# Platypalpus aeneus
Platypalpus aeneus is een vliegensoort uit de familie van de Hybotidae. De wetenschappelijke naam van de soort is voor het eerst geldig gepubliceerd in 1823 door Macquart.